# Pietro Antonio Lorenzoni
Pour les articles homonymes, voir Lorenzoni.
Pietro Antonio Lorenzoni (1721-1782) est un peintre baroque italien du XVIIIe siècle, qui a vécu à Salzbourg, en Autriche et a probablement réalisé certains portraits de Mozart et de sa famille. Il fait partie des Lumières.

## Biographie
Pietro Antonio Lorenzoni est arrivé à Salzbourg, qui était à l'époque la capitale d'une principauté, dans les années 1740.

## Œuvres
Parmi les tableaux qu'on lui attribue on peut citer Mozart enfant (1763), Maria Anna Mozart (1762), et un portrait de Leopold Mozart (vers 1765).

Mozart enfant (1763).
Maria Anna Mozart (1762).
Leopold Mozart (vers 1766).